# دلتا قيفاوس
دلتا قيفاوس أو دلتا الملتهب في الفلك (بالإنجليزية:Delta Cephei (δ Cephei)) هو نجم من نوع متغير قيفاوي يبعد عنا نحو 887 سنة ضوئية ويرى شمالا في اتجاه كوكبة قيفاوس (أو الملتهب). ونظرًا للمسافة بيننا وبينه فإن شدة لمعانه تقل بنسبة 0.23 بسبب امتصاص الغاز والغبار الكوني لضوئه جزئيا عبر تلك المسافة حتى وصول الضوء إلينا.
دلتا الملتهب هو نموذج النجم المتغير القيفاوي وتمر شدة لمعانه بدورات يشتد فيها ثم يضعف، ثم يشتد ثم يضعف وهكذا بطريقة دورية. + B7-8.

## خواصه
يميز الفلكيون النجم دلتا الملتهب بأنه نموذج للمتغير القيفاوي، وهو يعتبر قريب من الشمس فهو على مستفة 887 سنة ضوئية فقط منا - ولا يوجد من هذا النوع المتغير أقرب منه منا سوى النجم بولاريس. تغير شدة لمعانه ناشئة عن تواتر نبضات تحدث في هذا النجم تجعله ينفض ويطرد طبقاته الخارجية إلى الفضاء. وتتغير شدة لمعانه بين 48و3 - 37و4 قدر ظاهري، في نفس الوقت يتغير تصنيفه الطيفي من F5 إلى G3 (أي يتعير لونه أيضا بين الأخضر والبرتقالي)). يبلغ دورة تغيره 5.366249 يوم، حيث يكون تغير لمعانه صعودا أسرع من تغيره هبوطا، حيث تصل شدة لمعانه إلى حد أدنى (أنظر الشكل).
.

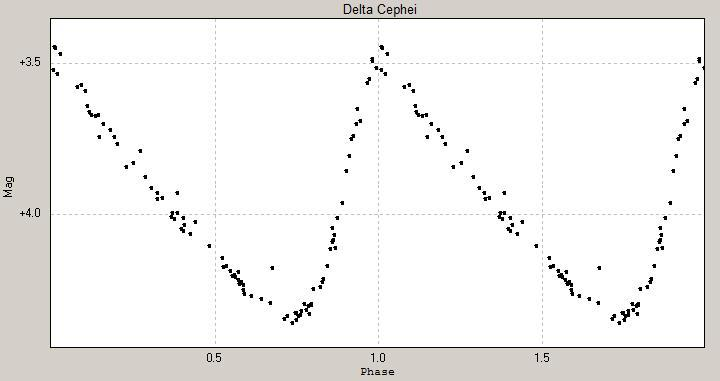
المنحنى الضوئي لدلتا الملتهب: ويبين الدورات الزمنية وتغير شدة لمعانه.

يستخدم دلتا الملتهب لذي الفلكيين «كشمعة عيارية» لقياس معدل تغير شدة الإضاءة لنجم متغير واعتمادها على زمن الدورة. تنبع تلك الميزة أيضا من قربه لنا وإمكاننا تعيين بعده عنا بدقة عالية. بواسطة تلسكوب هابل الفضائي ومقراب هيباركوس الفضائي حيث يقيسا اختلاف منظر النجم.
وقد تم في عام 2002 تعيين المسافة بيننا وبين دلتا الملتهب بواسطة تلسكوب هابل الفضائي بدقة تبلغ نسبة الخطأ فيه 4% :273 فرسخ نجمي (890 سنة ضوئية).
ولكن قياس هيباركوس عين زاوية تزيح أكبر منها، وهذا يعني أن النجم أقرب إلينا من ذلك، فكان تعيينه للمسافة بأنها تبلغ 244 ± 10 pc , وهي تعادل 800 سنة ضوئية.

## اقرأ أيضًا
- سديم جذع الفيل